# Фонси, Долорес
Долорес Фонси или Фонци (исп. Dolores Fonzi; род. 19 июля 1978, Буэнос-Айрес) — аргентинская модель, актриса театра, кино и телевидения.

## Биография
Работала моделью в различных агентствах. В 1997 году появилась на телевидении в сериале Богатые и знаменитые. Снялась ещё в нескольких сериалах (Лето 98-го, Конец игры, Холодная кровь). В 2000 году появилась в фильме Марсело Пиньейро Палёные деньги, привлекшем внимание критики и публики.
Позировала для аргентинского издания журнала Плейбой.
Брат — актёр Томас Фонси (род. 1981).

## Личная жизнь
В 2008—2014 года Долорес состояла в фактическом браке с актёром Гаэлем Гарсиа Берналем. У бывшей пары есть двое детей — сын Ласаро Гарсиа Фонси (род. 08.01.2009) и дочь Либертад Гарсиа Фонси (род. 04.04.2011).

## Избранная фильмография
- 2000: Палёные деньги/ Plata quemada (Марсело Пиньейро, номинация на Серебряного кондора лучшей новой актрисе)
- 2000: В ожидании мессии/ Esperando al mesías (Даниэль Бурман)
- 2001: Частная жизнь/ Vidas privadas (Фито Паэс)
- 2002: Чёрный ящик/ Caja negra (Луис Ортега, номинация на Серебряного кондора лучшей актрисе)
- 2002: Relaciones carnales (Элисео Субьела, телевизионный)
- 2003: Глубины моря/ El fondo del mar (Дамиан Шифрон, номинация на Серебряного кондора лучшей актрисе второго плана)
- 2003: Fama (Альбертина Карри, короткометражный)
- 2005: Аура/ El aura (Фабиан Бьелински)
- 2008: Саламандра/ Salamandra (Пабло Агуэро)
- 2011: El campo (Эрнан Белон; премия лучшей латиноамериканской актрисе на Фестивале испанского кино в Малаге, номинация на Серебряного кондора лучшей актрисе)
- 2013: El crítico (Эрнан Гершуни)
- 2015: Трумэн